# Großer Rückzug der russischen Armee 1915
1914

Ostpreußische Operation (Stallupönen, Gumbinnen, Tannenberg, Masurische Seen) – Galizien (Kraśnik, Komarów, Gnila Lipa, Lemberg,
Rawa Ruska) – Przemyśl – Weichsel – Krakau – Łódź – Limanowa–Lapanow – Karpaten
1915

Humin – Masuren – Zwinin – Przasnysz – Gorlice-Tarnów – Bug-Offensive – Narew-Offensive – Großer Rückzug – Nowogeorgiewsk – Rowno – Swenziany-Offensive
1916

Naratsch-See – Brussilow-Offensive – Baranowitschi-Offensive
1917

Aa – Kerenski-Offensive (Zborów) – Tarnopol-Offensive – Riga – Unternehmen Albion
1918

Operation Faustschlag – Krim
Großer Rückzug nennt man summarisch mehrere Rückzugsaktionen Kaiserlich Russischer Armeen. Diese fanden im Ersten Weltkrieg von Juni 1915 bis Ende September 1915 an der Ostfront statt.
Die Armeen zogen aus Russisch-Polen ins Baltikum, in das Gebiet des heutigen Belarus und in die Ukraine.

## Strategische Voraussetzungen
Das Russische Kaiserreich war nach einem Jahr Krieg gegen die Mittelmächte in einer sehr unvorteilhaften Situation. Sämtliche Offensivbestrebungen der Nordwestfront gegen Ostpreußen waren gescheitert. Die anfänglichen Erfolge der Südwestfront gegen Österreich-Ungarn hatten sich nach dem Durchbruch der deutschen 11. Armee bei Gorlice-Tarnów seit Anfang Mai 1915 ins Gegenteil verkehrt. Im noch gehaltenen Teil Polens standen drei russische Armeen in einer besonders exponierten Position; das von ihnen besetzte Gebiet war ein Frontvorsprung, den die deutschen Truppen von Norden her aus Ostpreußen und von Süden her aus Galizien angreifen konnten.
Zur strategischen Schwäche kamen noch Nachschubprobleme und interne Führungsprobleme der russischen Armee.
Die deutsche Offensive in Kurland schuf zusätzliche Probleme. Dort schaffte es die Armeegruppe Lauenstein auf Befehl Ludendorffs, die Stellung der Russischen Armee zusätzlich zu gefährden. Zwar konnte ihre Offensive eingedämmt werden, doch von ihrer neuen Linie konnten die deutschen Truppen beiderseits die Festung Kowno im Süden und Riga im Norden bedrohen. Die schwierige Lage zweier militärisch und politisch wichtiger Schlüsselpositionen schränkte die Optionen der russischen Armeeführung weiter ein. Nach Ende der Operation im Juni 1915 wurden auf der Konferenz von Cholm erste Stimmen im russischen Generalstab laut, die einen allgemeinen Rückzug zur Verhinderung einer militärischen Katastrophe forderten. Generalstabschef Alexejew hielt einen solchen Rückzug für politisch nicht durchsetzbar. Sein nominaler Vorgesetzter Großfürst Nikolaj sah auch noch keine militärische Notwendigkeit dazu.

## Operationen von Juli bis September 1915

### Sommeroffensive der Mittelmächte
Während die russische Militärführung bezüglich der Führung der Defensive gespalten war, war es die der Mittelmächte bezüglich der Offensive. General Ludendorff wollte eine große Umfassungsoperation durchführen, um die russischen Armeen im polnischen Frontvorsprung abzuschneiden. Diese Planung wurde vom Chef der OHL von Falkenhayn abgelehnt. Ihm widerstrebte der Gedanke, weit in das Territorium des Zarenreichs einzudringen; vielmehr bevorzugte er den Gedanken, Russland durch eine Abnutzungsoffensive zu einem Separatfrieden zu bewegen. Falkenhayn konnte sich als ranghöchster deutscher Offizier gegen Ludendorff bei Wilhelm II. durchsetzen und erhielt Ende Juni 1915 die Erlaubnis für seine Offensivpläne. Die deutschen und k.u.k. Truppen sollten hierbei von Galizien, Ostpreußen und den Karpaten vorrücken, während der Druck in Kurland aufrechterhalten werden sollte. Falkenhayns Endziel war aber nicht unbedingt der strategische Frontdurchbruch, in erster Linie sollten dem Feind möglichst starke Verluste zugefügt werden.
Der deutsche Hauptstoß, aus Galizien nach Norden angesetzt, die sogenannte Bug-Offensive, wurde durch die zentralen Armeegruppen Woyrsch und Mackensen beidseitig des Bug in Richtung auf Brest-Litowsk vorgetragen. Der Stoß im Norden, die sogenannte Narew-Offensive, wurde von der 12. Armee unter General von Gallwitz in Richtung auf Różan und der 8. Armee unter General von Scholtz in Richtung auf Lomscha angesetzt. Im Süden sollten die k.u.k. 2. und 3. Armee über die Zlota Lipa gehen und die zu Kriegsbeginn verlorenen Gebiete in Ostgalizien zurückerobern.
Der doppelt angesetzte Angriff konnte die russische Front an den Hauptangriffspunkten durchbrechen. Sowohl am Narew wie am Bug wurde der Gegner langsam zurückgedrängt, die russische Armee war dabei gleichzeitig zu immer neuen Verstärkungen und Verlusten gezwungen. Der Erfolg ermöglichte auch das Vorgehen der 9. Armee (Prinz Leopold von Bayern) vom Westen her, in Richtung auf Warschau.
Die Strategie gegen den bereits im Mai 1915 in Galizien stark geschwächten russischen Gegner führte Anfang August zum fast kampflosen Rückzug der gesamten russischen Westfront aus den polnischen Gebieten.

### Russischer Rückzug

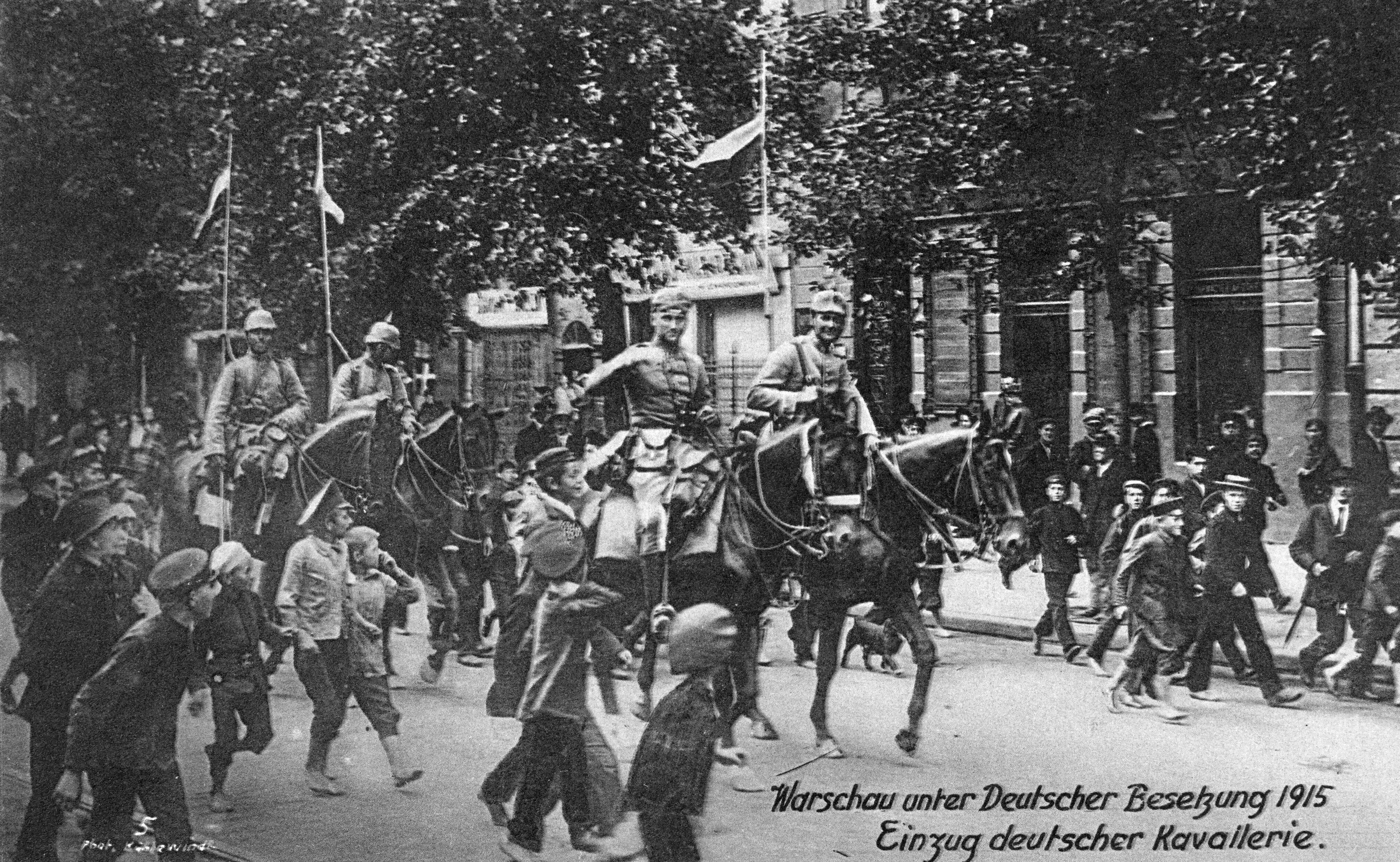
Einzug deutscher Kavallerie in Warschau am 5. August 1915

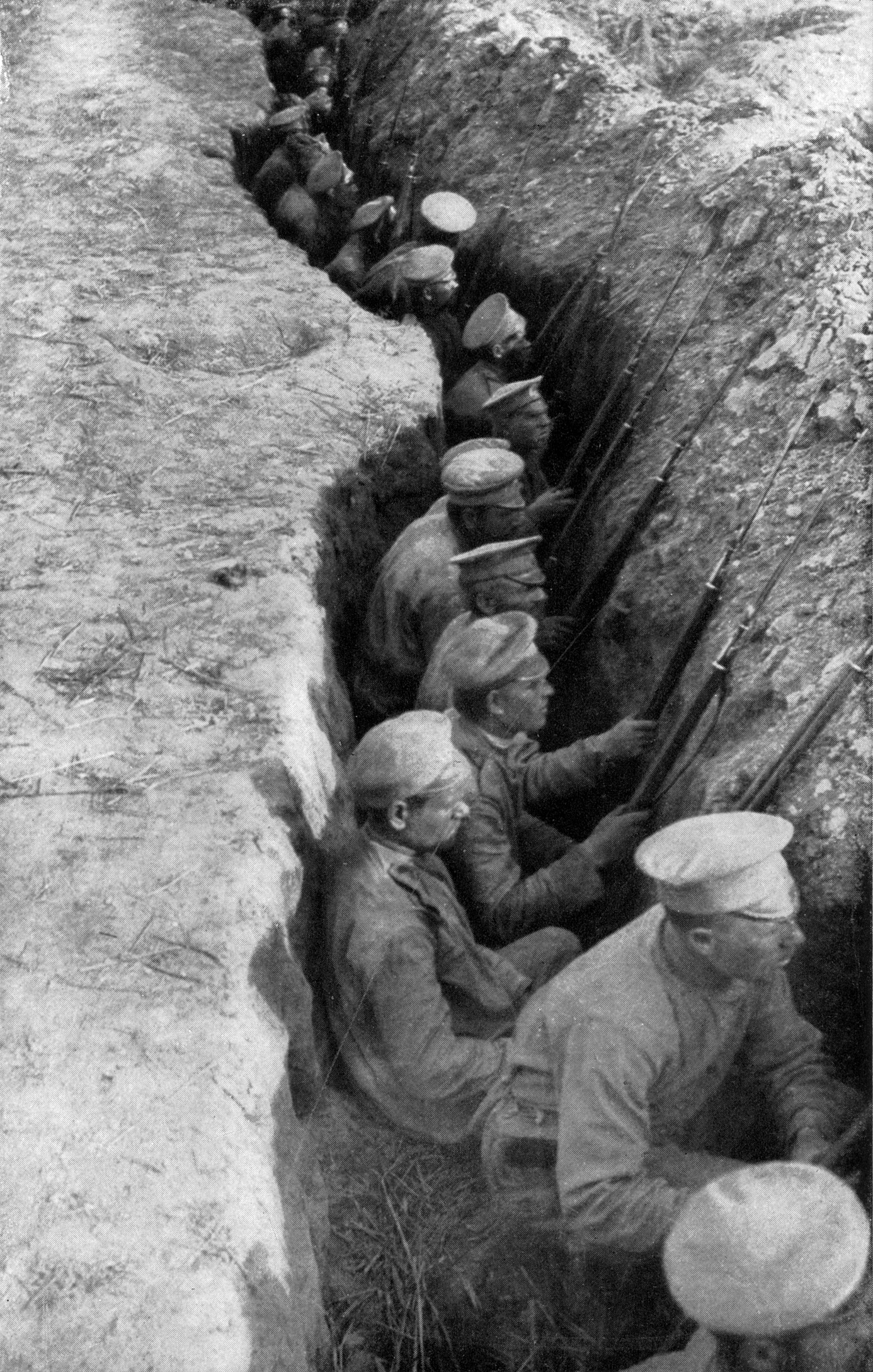
Rückwärtiger russischer Graben während des Rückzugs

Die hohen Verluste an Mannschaften und Kriegsmaterial durch die Offensiven der Mittelmächte hatte auf die höhere russische Militärführung eine demoralisierende Wirkung. Diejenigen, die noch eine Verteidigung um jeden Preis gefordert hatten, verstummten und die Anhänger der Rückzugsidee konnten durch den Druck ihre Idee gegen die politische Führung durchsetzen. Als erstes wurde die Räumung von Russisch-Polen beschlossen und durchgeführt. Hierbei kam es allerdings wiederum zu Konflikten zwischen Militär und Politik, die russische Soldaten das Leben kosteten. Am 5. August besetzte die deutsche 9. Armee mit dem XXV. Reserve-Korps das von der russischen 2. Armee kampflos geräumte Warschau. General von Beseler wurde zum Stadtkommandant und Generalgouverneur des Generalgouvernement Warschau ernannt. Angesichts der enormen Vorkriegsausgaben für die polnischen Festungen Nowogeorgiewsk, Kowno und Osowiecz sah es Alexejew als politisch unannehmbar an, diese Befestigungswerke einfach aufzugeben. Sie wurden zwar infolge des Rückzugs nur durch zweitklassige Truppen verteidigt, doch kostete selbst eine nur noch pro forma verteidigte Festung drei Divisionen, deren Männer sinnlos geopfert wurden. Des Weiteren blieben die enormen Artillerie- und Munitionsreserven (im Falle der Belagerung von Nowogeorgiewsk am 19. August ca. 1 Million Geschosse) für das Feldheer ungenutzt und fielen den Deutschen in die Hände. Am 15. August erreichte die 9. Armee den Toczna-Abschnitt und besetzte Łosice und Ruskow, am 17. August überschritt das XXV. Reserve-Korps den Bug bei Sarnocki und verfolgte den Gegner zum Nurzuc-Abschnitt. Gleichzeitig drängte südlich davon die Armeeabteilung Woyrsch bei Konstantinow über den Bug und drang in den Białowieża-Urwald ein. Der Fall der Festung Brest-Litowsk zwang die russische Heeresleitung bis Mitte September zum weiteren Rückzug auf Pinsk, das am 16. September vom XXXXI. Reserve-Korps der Bugarmee besetzt wurde. Nach der Abgabe starker Kräfte waren die Kräfte der neu etablierten Heeresgruppe Linsingen erschöpft.

### Weiterer Vormarsch der Mittelmächte
Falkenhayns Antwort auf die neuen Verhältnisse stellte eine Fortführung seiner bereits begonnenen Strategie dar. Das deutsche Zentrum unter Mackensen sollte starken Druck auf die russische Front ausüben, um die ehemals in Polen stationierten drei Armeen am Rückzug zu hindern. Derweil sollten sie durch die weiterhin vorrückenden deutschen und österreichisch-ungarischen Flanken nördlich und südlich umfasst und abgeschnitten werden. Dieser Plan scheiterte gleich zweifach. Einerseits wandten sich die russischen Armeen des Mittelabschnitts keineswegs gegen ihre Rückzugsbefehle, um sich in verlustreiche Defensivgefechte verzetteln zu lassen, andererseits kamen die Flankenoperationen nicht wie geplant voran.
Am 21. Juli wurde die russische 5. Armee nach der Schlacht um Schaulen auf Litauen
zurückgedrängt. Am nördlichsten Abschnitt der Ostfront wurde die russische 12. Armee unter General Gorbatowski aktiviert und übernahm die Front zwischen Riga und Friedrichstadt. Nach Südosten schloss die zurückgegangene 5. Armee zwischen Jakobstadt und Dünaburg an. Dem gegenüber etablierte sich die deutsche Njemenarmee unter General von Below, welche bis Ende September zum neuen Düna-Abschnitt aufschloss.
Die deutsche 10. Armee unter General von Eichhorn konnte am 18. August Kowno und am 18. September das von den Russen kampflos geräumte Wilna besetzen. Bis zum 26. September 1915 musste General Ludendorff das Scheitern der groß angelegten Swentziany-Offensive im Raum nordöstlich von Wilna eingestehen und den Vormarsch am Nordabschnitt der Ostfront einstellen. Nach einer neuen russischen Truppenkonzentration zwischen Lida und Molodetschno durch eine neu reorganisierte 2. Armee (XXVI, XIV., XXXVI und sibirisches IV. Armeekorps) stabilisierte sich die Front im Raum des Swir- und Naratsch-See bis Smorgon neuerlich zum Stellungskrieg.
Die deutsche 12. Armee des Generals von Gallwitz hatte am 1. September Grodno besetzt und erreichte im Raum östlich von Lida den Beresina-Abschnitt. Die 9. Armee und die Armeeabteilung Woyrsch erreichten südlich davon den Szczara- und Seretsch-Abschnitt im Raum Baranowitschi.
Zur gleichen Zeit wurden dem Chef des Generalstabes, General von Falkenhayn, durch Einsetzen der alliierten Offensive im Artois und der Champagne die überall nötigen Truppenverstärkungen für die bedrängte Westfront vorrangiger.
Schlimmer erging es der österreichisch-ungarischen Offensive, die am Südabschnitt der Ostfront über die alte Landesgrenze in Ostgalizien bereits auf russisches Territorium angesetzt war. Der Ende August durch General der Infanterie Conrad von Hötzendorf eingeleitete Feldzug nach Rowno brachte zwar die Eroberung von Luzk, war aber ansonsten ein Desaster. Nach Gesamtverlusten von 230.000 Mann seit Angriffsbeginn wurde die verlustreiche k.u.k. Herbstoffensive Ende September abgebrochen.
Die Operationen der Mittelmächte scheiterten an der von den Russen bezweckten Überdehnung der Versorgungslinien wie auch an der mangelnden Vorbereitung auf den Rückzug der Armee des Zaren. Bis zum 30. September des zweiten Kriegsjahres ging der russische Rückzug ungehindert weiter, bevor das russische Oberkommando die neue Frontlinie zwischen Riga, entlang des litauischen Seengebietes nach Smorgon, weiter zum vormaligen russischen Hauptquartier Baranowitschi über Pinsk – zum Styr-Abschnitt bei Luzk – Dubno bis an den Sereth stabilisierte.

## Gründe für den Rückzug

### Führungskrise der russischen Armee
Die russische Armee befand sich nach den Niederlagen in einer allgemeinen Krise. Einerseits hatten die Schlachten des ersten Kriegsjahrs den Bestand an aktiven und damit gut ausgebildeten Truppenoffizieren stark dezimiert. Von den 40.000 aktiven Truppenführern der Friedensarmee waren nur noch wenige übrig. Aus den Offiziersschulen und Reserveoffizieren konnten jährlich nur 35.000 Mann gewonnen werden. Die Qualität des Nachwuchses war zunehmend zweifelhaft. Auf Akademiker und Studenten wollte das Zarenreich nicht zurückgreifen. Das autokratische Regime wollte die liberale Öffentlichkeit nicht gegen sich aufbringen, bzw. kritische Leute auch gar nicht in der Armee haben. So hatte im Sommer 1915 das durchschnittliche Regiment von 3.000 Mann kaum mehr als zehn Offiziere zur Verfügung.
Doch nicht nur der Mangel an Truppenführern machte der Armee zu schaffen. Die Verluste an ausgebildeten Offizieren hätten durch ein funktionierendes Unteroffizierskorps begrenzt werden können. Die westlichen Armeen – allen voran die deutsche Armee – stuften das Unteroffizierkorps als eine Art niedrigere Kategorie des Offizierskorps mit diversen Sonderrechten viel höher ein. Ebenso gelang es ihnen, diese Soldaten besser zu motivieren. Die preußische Armee als Beispiel bewährte sich besonders als Instrument eines begrenzten sozialen Aufstiegs innerhalb der Gesellschaft. Sie rekrutierte als Unteroffiziere vorwiegend Kleinbürger, Handwerker und ehemals selbstständige Bauern, die durch die Industrialisierung einem großen ökonomischen Druck ausgesetzt waren. Für wirtschaftlich bedrohte Angehörige dieser sozialen Schicht erwies sich das Militär als Ausweg, da nach der fest abzuleistenden Dienstzeit eine Anstellung bei den staatlichen Behörden, der Eisenbahn oder dem Postdienst in Aussicht gestellt war. Die russische Armee rekrutierte ihre Unteroffiziere aus schon längerdienenden Rekruten. Diesen „Sergeanten“ wurden kaum Vergünstigungen gewährt und sie fühlten sich den gewöhnlichen Soldaten zugehörig. Den russischen Streitkräften fehlte damit ein staatstreues Bindeglied zwischen den aus Adel und Oberschicht stammenden Offizieren einerseits und den gemeinen Soldaten andererseits. Weitere Führungsprobleme ergaben sich ähnlich wie in der k. u. k.-Armee aus der multiethnischen Zusammensetzung der russischen Armee.
Das Zusammenspiel dieser Faktoren löste eine schwere Krise innerhalb der Streitkräfte des Zaren aus, die die Kampfkraft entscheidend minderte. Die kämpfende Truppe verlor das Vertrauen zu ihren Vorgesetzten. Die Anstrengungen der höchsten Stellen, den Kollaps aufzuhalten, schlugen während des Jahres 1915 vollkommen fehl. Drakonische Disziplinierungsmaßnahmen wie der Beschuss eigener, kapitulierender Truppen durch rückwärtige Einheiten verschlimmerten den bedrohlichen Zustand noch.

### Materielle Krise
Die russische Wirtschaft war, wie alle anderen Ökonomien Europas, auf den modernen Krieg keineswegs vorbereitet. Die Produktionszahlen für Munition, Waffen und Armeeausrüstung waren den Verhältnissen der Front keineswegs entsprechend. Es gelang der russischen Politik zwar, die Munitionskrise und auch den Mangel an anderen kriegswichtigen Gütern während und nach dem Rückzug auszugleichen. Für das Kriegsjahr 1915 selbst erwies sich allerdings die verfehlte Industriepolitik des Staates und privater Großkonzerne als einschneidendes Hemmnis.

## Folgen
Strategisch gesehen war der russische Rückzug ein zeitweiliger Erfolg. Alexejew hatte es geschafft, die Front zu begradigen und gleichzeitig den Nachschub der Mittelmächte vor ernsthafte Probleme zu stellen, die gegnerische Offensiven ins Leere laufen zu lassen und die angeschlagene russische Armee intakt in die Passivität des Winters 1915 zu retten. Die Aufgabe von Territorium im großen Stil bedeutete aber auch weitere soziale und wirtschaftliche Belastungen für das Zarenreich. Städte und landwirtschaftliche Fläche gingen für die Kriegswirtschaft verloren; ein Strom von 1,5 Millionen Flüchtlingen belastete die gesellschaftliche Stabilität der Autokratie und stellte die russischen Hilfsorganisationen vor gewaltige Aufgaben.
Die Propaganda versuchte, Parallelen zum Rückzug Kutusows im Vaterländischen Krieg gegen Napoléon zu ziehen und zu betonen. Das Ansehen der Armee in der Gesellschaft litt schwer.